# Rarebyte
Rarebyte ist eine österreichische Spieleentwicklungsfirma mit Sitzen in Graz und in Wien. Bekannt wurde Rarebyte vor allem durch die erweiterte und mobile Version von Game Dev Tycoon. Die Spiele und Arbeiten von Rarebyte wurden mehrfach ausgezeichnet, unter anderem durch eine Nominierung in der Kategorie "Games" beim Content Award Vienna und durch die Ehrung des besten 8. SUBOTRON Live Pitches.

## Geschichte
Rarebyte wurde 2006 gegründet und hat inzwischen mehr als 25 Titel entwickelt. Bekannt wurde Rarebyte vor allem 2017 durch die mobile Version von Game Dev Tycoon. In letzter Zeit entwickelten die Spieleentwickler Seeds of Sol und erregten vor allem durch ihren offenen Development Stream Aufmerksamkeit.

## Spiele (Auswahl)
- 2008: Waterstorm
- 2008: iPentris
- 2009: Lemming Rampage
- 2010: Lemming Rampage 2
- 2017: Game Dev Tycoon für iOS und Android